# David Friedman (advogado)
David Melech Friedman (nascido em c. De 1959) é um advogado americano especialista em direito ambiental. Em dezembro de 2016, foi indicado como Embaixador dos Estados Unidos em Israel pelo presidente-eleito Donald Trump.

## Início da vida e educação
David Friedman nasceu por volta de 1959, em Long Island, na cidade de Woodmere, Nova York como um dos quatro filhos do Rabino Morris S. Friedman. Ele frequentou a Universidade de Columbia e New York University School of Law, a partir do qual se formou em 1981.

## Carreira
Friedman é um advogado ambiental, que trabalhou para A Organização Trump. Ele é sócio-fundador do escritório de advocacia Kasowitz, Benson, Torres & Friedman , onde ingressou em 1994. Em 2005, ele desenvolveu uma amizade pessoal com Donald Trump quando Trump visitou seu pai de shiva.
Friedman serviu como presidente da American Friends of Aposta El Instituições, uma organização educacional localizada na Cisjordânia assentamento de Beit El. Ele tem feito contribuições de caridade para a United Hatzalah de Israel e Aleh Negev. Ele foi o autor de colunas em Arutz Sheva e O Jerusalem Post. Em dezembro de 2016, ele foi indicado como o Embaixador dos Estados Unidos a Israel pelo Presidente eleito Donald Trump.

## Pontos de vista
Friedman é conhecido por sua política conservadora de vistas, a sua crença de que o "Judeu de esquerda" é um perigo para o Estado de Israel, e que os Judeus que apoiaram o grupo liberal J Street, são "apenas presunçoso defensores da destruição de Israel", e, pior do que os Judeus que ajudaram os Nazistas durante o Holocausto. "São J Rua apoiadores realmente tão ruim como kapos? A resposta, na verdade, é não. Eles são muito piores do que kapos – Judeus, o que a transformou em seu companheiro de Judeus nos campos de morte Nazistas. Os kapos enfrentaram extraordinária crueldade e quem sabe o que qualquer um de nós poderia ter feito sob as circunstâncias para salvar uma pessoa amada? Mas J Rua? Eles são apenas presunçoso defensores da destruição de Israel, entregues a partir do conforto do seu seguro sofá Americano – é difícil imaginar que alguém pior." Quando pediu para esclarecer seu ponto de vista sobre J Street para o Fórum Saban,  dentro da Brookings Institution, Friedman recusou-se a caminhar de volta as suas acusações, chamando os torcedores de J Street de "nãos são Judeus, e eles não são pró-Israel".
De acordo com O Economista, "Friedman, chamou o Presidente Barack Obama, de anti-Semita e espalhou a teoria da conspiração que Huma Abedin, assessor de Hillary Clinton, tem laços com a Irmandade Muçulmana."
Friedman, questionou-se da necessidade de uma solução de dois estados e defende a continuação de assentamentos Judeus e a anexação de partes da cisjordânia ocupada."

## Vida pessoal
Friedman é um Judeu Ortodoxo. o Seu bar mitzvah foi realizada no Muro das lamentações em Jerusalém. a partir de 2016, ele tinha sido casado, por 35 anos, com Tammy Sand de Miami Beach, Flórida. Ele é dono de uma casa em Jerusalém, bairro de Talbiya.